# Agathis kinabaluensis
Agathis kinabaluensis ist eine Pflanzenart aus der Familie der Araukariengewächse (Araucariaceae). Sie kommt endemisch auf dem Mount Kinabalu sowie möglicherweise auf dem Mount Murud auf der Insel Borneo vor.

## Beschreibung
Agathis kinabaluensis wächst als immergrüner Baum, der Wuchshöhen von bis zu 36 Metern erreichen kann. Die zahlreiche Lentizellen aufweisende Stammborke ist dunkelbraun und die innere Rinde rötlich gefärbt. Junge Bäume haben eine glatte Borke, die mit dem Alter körnig wird und in unregelmäßig geformten Platten abblättert. Das Harz ist weiß.
Junge Blätter stehen an einem kurzen Blattstiel und sind bei einer Länge von bis zu 9 Zentimetern und einer Breite von rund 4,4 Zentimetern rundlich geformt. Sie haben eine zugespitzte Blattspitze. Ältere Blätter stehen auch an einem kurzen Blattstiel und sind bei einer Länge von 4 bis 7 Zentimetern und einer Breite von 1,8 bis 3,2 Zentimetern ebenfalls rundlich geformt. Sie haben eine zugespitzte oder stumpfe Blattspitze. Die Blattunterseite ist nicht blaugrün gefärbt.
Die männlichen Blütenzapfen stehen an einem etwa 0,4 Zentimeter langen Stiel und sind bei einer Länge von 2 bis 3 Zentimetern und einer Dicke von rund 0,9 Zentimetern zylindrisch geformt. Die weiblichen Zapfen werden bis zu 11 Zentimeter lang und etwa 8 Zentimeter dick. Sie bestehen aus dreieckig geformten Zapfenschuppen. Die Samenkörner haben einen etwa 2 Millimeter langen spitzen Vorsprung, der den zwei Flügeln gegenübersteht.

## Verbreitung und Standort
Das natürliche Verbreitungsgebiet von Agathis kinabaluensis liegt in Malaysien. Dort kommt sie nur auf dem Mount Kinabalu in der Provinz Sabah auf Borneo vor. Ein zweites mögliches Vorkommen auf dem Berg Murud in der Provinz Sarawak wurde 1988 von David John de Laubenfels in der Flora Malesiana als eine Population von Agathis orbicula identifiziert.
Agathis kinabaluensis gedeiht in Höhenlagen von 1500 bis 2400 Metern. Sie wächst in höher gelegenen Gebirgswäldern, niedriger gelegenen Wäldern mit Moosbewuchs und in subalpinen Gebüschen vor allem auf nährstoffarmen Böden, die sich auf Granit, Sandstein oder Ultramafitit entwickelten.
Agathis kinabaluensis wird in der Roten Liste der IUCN als „stark gefährdet“ eingestuft. Als Hauptgefährdungsgrund wird die geringe Bestandsgröße zusammen mit dem begrenzten Verbreitungsgebiet genannt. Ebenso findet zwischen den beiden Populationen, sofern die Population am Berg Murud der Art zugerechnet wird, aufgrund der getrennten geographischen Lage kein genetischer Austausch statt. Der Gesamtbestand gilt als rückläufig.

## Systematik
Agathis kinabaluensis wird innerhalb der Gattung der Kauri-Bäume (Agathis ) der Sektion Agathis zugeordnet.
Die Erstbeschreibung als Agathis kinabaluensis erfolgte 1979 durch David John de Laubenfels in Blumea, Band 25, Nummer 2, Seite 535.